# 霍恩瑟门
霍恩瑟门是德国图林根州的一个市镇。总面积4.28平方公里，总人口146人，其中男性72人，女性74人（2011年12月31日），人口密度34人/平方公里。